# Батрудтінов Руслан Рауфович
Руслан Рауфович Батрудтінов — український кікбоксер, заслужений майстер спорту України з кікбоксингу, почесний громадянин Шахтарська.

## Спортивні досягнення
- 9-разовий чемпіон світу,
- 2-разовий володар Кубка світу,
- переможець 1-х Європейських ігор з неолімпійських видів спорту.